# اشپیتز هندی
اشپیتز هندی (به انگلیسی: Indian Spitz)، نام یکی از نژادهای سگ است که خاستگاه آن به هند بازمی‌گردد.